# ГЕС Фалькон
ГЕС Фалькон — гідроелектростанція на межі штату Техас (Сполучені Штати Америки) та Мексики. Знаходячись після ГЕС Амістад, становить нижній ступінь каскаду на річці Ріо-Гранде (басейн Мексиканської затоки).
В межах проекту долину річки перекрили земляною греблею висотою 46 метрів, довжиною 8014 метрів та товщиною від 11 (по гребеню) до 305 (по основі) метрів, яка потребувала 9,6 млн м3 ґрунту (крім того, під час спорудження комплексу витратили 214 тис. м3 бетону). Гребля утримує водосховище з площею поверхні 352 км2 (у випадку повені до 467 км2) та об'ємом 3,29 млрд м3 (під час повені до 4,9 млрд млн м3).
Кожна зі сторін проекту спорудила на своїй території пригреблевий машинний зал, в яких встановлено шість турбін типу Френсіс потужністю по 10,5 МВт, що працюють при напорі 30 метрів. Належний США машинний зал забезпечує середньорічне виробництво на рівні 89 млн кВт-год електроенергії.